# Vetokracie
Vetokracie je označení dysfunkčního společenského systému, který se jako celek brání jakémukoliv pokusu o vylepšení své funkčnosti, protože to vždy znamená, že budou ohroženy stávající pozice a vlivové sféry jeho aktuálních aktérů. Žádný aktér moci v tomto uspořádání není schopen nabýt tolik moci, aby prosadil nezbytné změny v systému, který směřuje ke kolapsu.
Pojem byl zaveden Francisem Fukuyamou v roce 2014.
Alternativně se pojem používá k označení nárůstu forem přímé demokracie, kdy jednotlivá všelidová hlasování vetují směřování vytyčené zástupci zastupitelské demokracie. Užíván byl[kým?] například v souvislosti s brexitem.